# Jueces 8
Jueces 8 es el octavo capítulo del Libro de los Jueces en el Antiguo Testamento o la Biblia hebrea. Según la tradición judía, el libro fue atribuido al profeta Samuel, pero los eruditos modernos lo consideran parte de la Tradición deuteronómica, que abarca los libros de Deuteronomio a 2 Reyes, atribuidos a escritores nacionalistas y devotamente yahvistas durante la época del rey reformador de Judea Josías en el siglo VII a. C.. Este capítulo registra las actividades de juez Gedeón, perteneciente a una sección que comprende Jueces 6 a 9 y una sección mayor de Jueces 6:1 a 16:31.

## Texto
Este capítulo fue escrito originalmente en hebreo. Está dividido en 35 Versículos.

### Testigos textuales
Algunos de los primeros manuscritos que contienen el texto de este capítulo en hebreo pertenecen a la tradición del Texto Masorético, que incluye el Códice de El Cairo (895), el Códice de Alepo (siglo X) y el Códice Leningradensis (1008). Fragmentos que contienen partes de este capítulo en hebreo fueron encontrados entre los Rollos del Mar Muerto incluyendo 1Q6 (1QJudg; < 68 AEC) con el Versículo 1 existente..
Los manuscritos antiguos existentes de una traducción al griego koiné conocida como la Septuaginta (originalmente se hizo en los últimos siglos AEC) incluyen el Codex Vaticanus ('B; {\displaystyle {\mathfrak {G}}}B; siglo IV) y Codex Alexandrinus (A; {\displaystyle {\mathfrak {G}}}A; siglo V). 

## Análisis
Un estudio lingüístico de Chisholm revela que la parte central del Libro de los Jueces (Jueces 3:7-16:31) puede dividirse en dos paneles basados en los seis estribillos que afirman que los israelitas hicieron el mal a los ojos de Yahvé:
Primer panel
A 3:7 ויעשו בני ישראל את הרע בעיני יהוה
Y los hijos de Israel hicieron lo malo ante los ojos del SEÑOR (KJV)
B 3:12 ויספו בני ישראל לעשות הרע בעיני יהוה
Y los hijos de Israel volvieron a hacer el mal otra vez ante los ojos del SEÑOR
B 4:1 ויספו בני ישראל לעשות הרע בעיני יהוה
Y los hijos de Israel volvieron a hacer el mal otra vez ante los ojos del SEÑOR
Segundo panel
A 6:1 ויעשו בני ישראל הרע בעיני יהוה
Y los hijos de Israel hicieron lo malo ante los ojos del SEÑOR
B 10:6 ויספו בני ישראל לעשות הרע בעיני יהוה
Y los hijos de Israel volvieron a hacer el mal otra vez ante los ojos del SEÑOR
B 13:1 ויספו בני ישראל לעשות הרע בעיני יהוה
Y los hijos de Israel volvieron a hacer el mal otra vez ante los ojos del SEÑOR
Además a partir de la evidencia lingüística, los verbos utilizados para describir la respuesta del Señor al pecado de Israel tienen patrones quiasticos y pueden ser agrupados para encajar en la división anterior:
Panel Uno
3:8 וימכרם, «y los vendió», de la raíz מָכַר, makar.
3:12 ויחזק, «y fortaleció», de la raíz חָזַק, khazaq.
4:2 וימכרם, «y los vendió», de la raíz מָכַר, makar.
Panel Dos
6:1 ויתנם, «y él les dio,» de la raíz נָתַן, nathan.
10:7 וימכרם, «y los vendió», de la raíz מָכַר, makar.
13:1 ויתנם, «y él les dio,» de la raíz נָתַן, nathan.
Los capítulos 6 a 9 registran el ciclo Gedeón/Abimelec, que consta de dos partes principales:
1. el relato de Gedeón (6:1-8:32)
2. el relato de Abimelec (8:33-9:57).

El relato de Abimelec es en realidad una secuela del relato de Gedeón, que resuelve una serie de complicaciones originadas en la narración de Gedeón.
En esta narración, por primera vez el llamamiento de Israel a Yahvé fue respondido con una severa reprimenda en lugar de una liberación inmediata, y todo el ciclo aborda la cuestión de la infidelidad y el deterioro religioso.
La narración de Gedeón (Jueces 6:1-8:32) consta de cinco secciones en líneas concéntricas -existen paralelismos temáticos entre la primera (A) y la quinta (A'), así como entre la segunda (B) y la cuarta (B'), mientras que la tercera sección (C) está sola- que forman un patrón simétrico.
formando un patrón simétrico como el siguiente:
A. Prólogo a Gedeón (6:1-10)
B. El plan de liberación de Dios a través de la llamada de Gedeón: la historia de los dos altares (6:11-32)
B1. El primer altar-llamada y comisión de Gedeón (6:11-24)
B2. El segundo altar-el encargo de limpiar la casa (6:25-32)
C. La lucha personal de Gedeón por la fe (6:33-7:18)
a. El Gedeón dotado del Espíritu moviliza a 4 tribus contra los madianitas, aunque le falta confianza en la promesa de Dios (6:33-35)
b. Gedeón busca una señal de Dios con dos desplumes para confirmar la promesa de que Yahvé entregará a Madián en su mano (6:36-40)
c. Una vez que los temerosos israelitas se han marchado, Dios ordena a Gedeón que baje a las aguas para reducir aún más sus fuerzas (7:1-8)
c'. Con el miedo todavía en el propio Gedeón, Dios le ordena a Gedeón que baje al campamento enemigo para escuchar al enemigo (7:9-11)
b'. Dios proporciona una señal a Gedeón con el sueño de un madianita y su interpretación para confirmar la promesa de que Yahvé entregará a Madián en su mano (7:12-14)
a'. El adorado Gedeón moviliza sus 300 hombres para atacar por sorpresa a los madianitas, confiando plenamente en la promesa de Dios (7:15-18).
B'. La liberación de los madianitas por parte de Dios: la historia de dos batallas (7:19-8:21)
B1'. La primera batalla (Cisjordania) (7:19-8:3)
B2'. La segunda batalla (Transjordania) (8:4-21)
A'. Epílogo a Gedeón (8:22-32)
La Narrativa de Abimelec (Jueces 8:33-9:5), como secuela (y conclusión) de la Narrativa de Gedeón (6:1-8:32), contiene un prólogo (8:33-35), seguido de dos partes:
1. Parte 1: El ascenso de Abimelec (9:1-24)
2. Parte 2: El declive de Abimelec (9.25-57).

Cada una de estas dos partes tiene una triple división con enlaces entre las divisiones, por lo que presenta la siguiente estructura:
Prólogo (8:33-35)
Parte 1: El Ascenso de Abimelec (9:1-24)
A. La Traición de Abimelec contra la Casa de Jerub-Baal (9:1-6)
B. La fábula vegetal en cuatro partes de Jotam y la maldición condicional (9:7-21)
a. La Fábula (9:7-15)
b. La Maldición (9:16-21)
C. La primera afirmación del narrador (9:22-24)
Parte 2: La Muerte de Abimelec (9:25-57)
A. Los dos actos de traición de Siquem contra Abimelec (9:25-41)
B. El cumplimiento de la fábula: Los tres actos de represión de Abimelec (9:42-55)
a. Primer Acto de Represión (9:42-45)
b. Segundo acto de represión (9:46-49)
c. Tercer acto de represión (9:50-55)
C La segunda afirmación del narrador (9:56-57)

## Gedeón apacigua a los efrainitas (8:1-3)
Versículos 1-3 en este capítulo debería ser una sección con (y sirve como epílogo a) 7:19-25. El enfrentamiento con la Efraimitas fue un momento peligroso para Gedeón, porque los efraimitas no estaban incluidos en la convocatoria inicial, pero una vez convocados fueron capaces de capturar y matar a dos líderes madianitas (Oreb y Zeeb), y parecía reflejar una rivalidad entre las tribus de Efraín y Manasés, las dos principales tribus norteñas de Israel.  La exitosa forma diplomática de Gedeón para manejar las provocaciones de los efraimitas contrasta con la falta de diplomacia de Jefté en Jueces 12:1-6.. Gedeón utilizó una doble metáfora a partir del motivo del «lagar»: «espigas» (“lo que se recoge después de la vendimia”) que generalmente son más que la “vendimia” (“la cosecha misma”), para aplacar a los efraimitas que la captura y ejecución de los líderes enemigos son más gloriosas que la derrota temprana de Gedeón.

## Gedeón derrota a Zeba y Zalmunna (8:4-21)
Las interacciones de Gedeón con la gente de Sucot y Penuel muestran similitudes con las interacciones de David con Nabal, el primer marido de Abigail (1 Samuel 25), y Abimelec, el sacerdote de Nob (1 Samuel 21), que un héroe popular pide apoyo logístico para sus hombres de combate. Como en el caso de David y Nabal, las peticiones de Gedeón fueron denegadas (incluso acompañadas de burlas; Versículos 6, 8) y sobrevinieron las amenazas. Gedeón logró capturar a los reyes madianitas Zeba y Zalmunna, y luego cumplió su amenaza de castigar a esas ciudades (versículos 10-17). Versículos 13-14 se citan a menudo como prueba de la alfabetización israelita en ese período de tiempo, que un joven ordinario de Succoth estaba alfabetizado para escribir los nombres de los oficiales en su ciudad. Versículos 18-21 muestran la motivación de Gedeón para perseguir a los dos reyes madianitas, es decir, una venganza personal por el asesinato de los hermanos de Gedeón a manos de los madianitas. Los guerreros esperan enfrentarse a sus iguales en la batalla (cf. el desdén de Goliat hacia el muchacho David en 1 Samuel 17:42-43; también 2 Samuel 2:20-23), así que cuando el inexperto hijo de Gedeón no fue capaz de mostrar su valor, los reyes, citando un proverbio, pidieron que el propio Gedeón, como líder, los matara como muerte apropiada de un rey.

### Versículo 5
Entonces dijo a los hombres de Sucot: «Por favor, den panes a la gente que me sigue, porque están agotados, y yo persigo a Zeba y Zalmunna, reyes de Madián.»
- «Succoth»: (significado: «refugios»; actual Tell Deir 'Allah) situado donde el río Jabok desemboca en el valle del Jordán, 7 kilómetros (4,3 mi) al este del río Jordán.[29] Según Génesis 33:17, el lugar fue donde Jacob construyó «refugios» temporales (en hebreo sukkot) para su ganado en su camino de vuelta de Padan-Aram a Canaán.[29]
- «Zebah» significa «víctimas de sacrificio», mientras que «Zalmunna» significa «protección denegada», probablemente peyorativos o distorsiones de los nombres reales de las personas.[30]

### Versículo 8
Luego subió de allí a Penuel y les habló de la misma manera. Y los hombres de Penuel le respondieron como habían respondido los hombres de Sucot. 
- «Penuel»: (la actual Telul edh-Dhahab) situada 9 kilómetros (5,6 mi) al este de Succoth, remontando el curso del río Jaboc.[32] El nombre es una variante de la palabra «Peniel» («el rostro de Dios»), el nombre del lugar donde Jacob 'luchó' con Dios en el camino de regreso de Padan-Aram a Canaán (Génesis 32: 22-32), y ambas formas del nombre se encuentran en Versículos adyacentes en Génesis 32: 30-31 (פְּנִיאֵ֑ל, pə-nî-'êl en el Versículo 30; פְּנוּאֵ֑ל, pə-nū-'êl en el Versículo 31). [32]

### Versículo 20
Y dijo a Jeter su primogénito: «¡Levántate, mátalos!» Pero el joven no quiso desenvainar su espada, pues tenía miedo, porque aún era joven. 
La introducción del hijo de Gedeón siguió poco después a la mención de la realeza - que los enemigos veían al hermano de Gedeón como «hijos del rey» (hebreo: ha-melekh) - y sería seguida por la oferta de los israelitas a Gedeón «y a su hijo y a su nieto» para ser su rey (versículo 22). La vacilación de Jether, el primogénito de Gedeón, para matar a dos reyes extranjeros «reales» contrastaría con la determinación de Abimelec, el último hijo mencionado de Gedeón, de matar a todos sus hermanos en el episodio siguiente.

## Gedeón rechaza la oferta de reinado (8:22-28)
La Narrativa de Gedeón termina formalmente en Jueces 8:28 con la declaración de que los enemigos de Israel fueron sometidos y la tierra descansó durante 40 años. Gedeón rechazó sabiamente la realeza hereditaria ofrecida por el pueblo de Israel (cf. 1 Samuel 8) con la respuesta teológicamente correcta (Versículo 23). Sin embargo, Gedeón no se detuvo ahí, como se relata en los Versículos 24-27, procedió a solicitar al pueblo que le diera oro y con ello fabricó un efod que se convertiría en un objeto de culto local (al igual que el episodio del becerro de oro en Éxodo 32) y esto empaña la valoración positiva de Gedeón,.

### Versículo 23
Pero Gedeón les dijo: «Yo no gobernaré sobre vosotros, ni mi hijo gobernará sobre vosotros; el SEÑOR gobernará sobre vosotros»'
- «Gobernar» de la palabra raíz hebrea «”mšl”» usada tres veces para hacer enfática la respuesta de Gedeón.[37]

### Versículo 27
27-Gedeón los utilizó para hacer un «efod» que colocó en su ciudad de Ofrá, y allí «todo Israel se prostituyó» tras él, que vino a ser un cebo para Gedeón y su casa.

#### Comentarios al versículo 27
El efod mencionado en este pasaje era un objeto utilizado para consultar al Señor mediante las suertes. Formaba parte, junto con los ídolos domésticos, del mobiliario típico de los antiguos santuarios. Sin embargo, la creación de un santuario en Ofrá con estas características llevó a sus habitantes a la idolatría. La expresión «todo Israel se prostituyó» alude precisamente a la desviación del pueblo hacia prácticas idolátricas relacionadas con este efod.

## Transición de Gedeón a Abimelec (8:29-35)
Los versículos 29-32 sirven como párrafo de transición para introducir los orígenes humildes de Abimelec (verso 31; cf. 9:1), señalando una distinción entre él como «uno» frente a los «setenta» hijos de Gedeón mencionados anteriormente. Versículos 33-35 retoman el patrón convencionalizado de los jueces: después de la muerte de un líder temeroso de Dios, Israel se alejó del pacto con YHWH, adorando a deidades cananeas y abandonando la lealtad a YHWH y a la casa de Gedeón.

### Versículo 31
Y su concubina, que estaba en Siquem, también le dio a luz un hijo, a quien llamó Abimelec.
- «Abimelec»: significa «mi padre es rey», lo que indica una contradicción entre lo que Gedeón decía en público con lo que realmente practicaba, que Gedeón básicamente fundó una dinastía, aunque no de nombre.[42]